# Ustiprača
Ustiprača (en serbe cyrillique : Устипрача) est une localité de Bosnie-Herzégovine. Elle est située dans la municipalité de Novo Goražde et dans la république serbe de Bosnie. Selon les premiers résultats du recensement bosnien de 2013, elle compte 301 habitants.
Ustiprača est le centre administratif de la municipalité de Novo Goražde. Elle est située sur les bords de la Drina.

## Démographie

### Évolution historique de la population dans la localité
| 1948 | 1953 | 1961 | 1971 | 1981 | 1991 | 2013 |
| ---- | ---- | ---- | ---- | ---- | ---- | ---- |
| -    | -    | 570  | 580  | 580  | 498, | 301  |

|  |

### Communauté locale
En 1991, la communauté locale d'Ustiprača comptait 773 habitants, répartis de la manière suivante :